# Rue du Moulin à Papier
La rue Moulin à Papier (en néerlandais: Papiermolenstraat) est une rue bruxelloise de la commune d'Auderghem qui relie l'avenue Joseph Chaudron au Parc Ten Reuken sur une longueur de 480 mètres.

## Historique et description

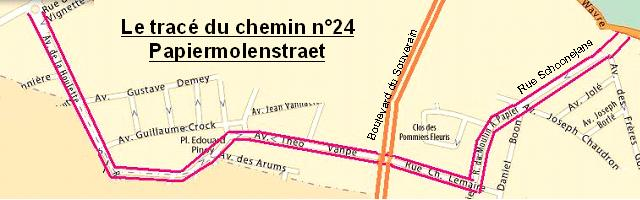

Ce chemin apparaît déjà sur la carte de Van Werden (1659). Il commençait à Hof te Schoonenberch, à la fin de l'actuelle chaussée de Watermael, et menait les fermiers au Neermeulen (plus tard le moulin à Papier).
La partie de la rue du Moulin à Papier de l’avenue Joseph Chaudron à la rue Charles Lemaire est une toute petite partie d’un chemin de terre, long de 1 805 m, qui apparait sur la carte de de Ferraris (1771). Il englobait les actuelles rues Schoonejans, du Moulin à Papier, Lemaire ainsi que les avenues Van Pé, Pré des Agneaux et de la Houlette. 
Dans l’Atlas des Communications Vicinales (1843), ce chemin n° 24 est mentionné sous le nom Papiermolenstraet, se référant au moulin à papier qui y fut construit à la fin du XIIIe siècle, à l’endroit où la Woluwe croise la rue Charles Lemaire.
Le nom de la rue allait subir un certain nombre de changements :
- Lors de la construction du boulevard du Souverain, la rue fut amputée de sa partie outre-boulevard, rebaptisée le 7 janvier 1911 rue de la Brebis.
- En septembre 1934, afin d'éviter toute confusion avec la rue du Vieux Moulin, le collège rebaptisa la rue du Moulin à Papier d'après un artiste peintre, Adolphe Keller.
- Deux semaines plus tard, ce nom changea en Pierre Schoonejans.
- Le 17 juillet 1936, on revenait en partie sur cette décision en rendant le nom de rue du Moulin à Papier au tronçon reliant l’avenue Joseph Chaudron au boulevard du Souverain.
- Le 13 décembre 1949, le conseil renomma le tronçon entre le boulevard du Souverain et la avenue Daniel Boon d'après une victime de guerre, Charles Lemaire.
- Finalement, lorsque l’on traça une rue entre la rue Lemaire et l'avenue du Grand Forestier, ce tronçon héritera du nom de rue du Moulin à Papier, puisqu'il la prolonge.

Abords
Après la Première Guerre mondiale, la commune transforma en décharge les terrains marécageux entre le boulevard du Souverain, l’avenue Joseph Chaudron et la rue du Moulin à Papier ; en juillet 1931, le service technique du Génie reçut même l’autorisation d’y verser des immondices autres que les déchets de cuisine provenant de la caserne d’Etterbeek. L'accès à la décharge se faisait par la rue du Moulin à Papier.

### Le Moulin à Papier
Là où la Woluwe coulait sous la Papiermolenstraet (actuelle rue Lemaire) se trouvait jadis un moulin à eau. 
L'origine du moulin à eau remonterait à la fin du XIIIe siècle. On l'appelait alors le Neermeulen. 
On en retrouva des traces écrites en 1647 sous la dénomination de Papiermolen van Oudergem[source, l'orthographe n'est pas d'époque!] où l'on fabriquait du papier à partir de vieux chiffons. 
Il resta moulin à papier jusqu'en 1836, lorsqu'un certain Albert Seny en devint le propriétaire. 
Le moulin servit dès lors à la fabrication d'indiennes et à la teinturerie de coton. 
En 1894, la firme Vanden Broeck & Cie reçut l'autorisation d'y installer une fabrique de produits antiseptiques à base de rembourrages de coton (ouate thermogène). Les matières premières étaient lavées et blanchies sur place, ce qui s'avérait une opération malsaine, vu que des odeurs nauséabondes émanaient des produits de blanchiment.
La firme dut émigrer à Gastuche lorsque fut tracé le boulevard du Souverain.
Il est supposé que les ruines du vieux moulin furent démolies durant la Grande Guerre. 
Le 13 août 1937, le collège planifia un projet de bassin de natation sur ces terrains, mais l'affaire n'aboutit pas.
Dans le courant des années 60, on y créa le parc Seny.